# Нікі Вокер
Нікі Вокер (англ. Nicky Walker; нар. 29 вересня 1962, Абердин) — англійський футболіст, що грав на позиції воротаря.
Виступав, зокрема, за «Рейнджерс», а також національну збірну Шотландії, у складі якої був у складі якої був учасником Євро-1996.

## Клубна кар'єра
Вихованець шотландського клубу «Елгін Сіті», втім за нього так і не зіграв і у віці 17 років відправився до Англії, де став гравцем «Лестер Сіті», в якому провів один сезон, взявши участь у 6 матчах Другого дивізіону.
З 1982 року захищав кольори «Мотервелла», у складів якого дебютував у шотландській Прем'єр-лізі, зацікавивши одного з місцевих грандів, клуб «Рейнджерс», до складу якого приєднався 1983 року. Відіграв за команду з Глазго наступні п'ять сезонів своєї ігрової кар'єри. На початках Вокер був основним воротарем команди, втім після приходу влітку 1986 року нового тренера Грема Сунеса і англійського воротаря Кріса Вудза втратив місце у основі. В результаті Нікі змушений був навіть деякий час провести в оренді в клубі «Данфермлін Атлетік». Загалом за час виступів у «Рейнджерсі» Вокер двічі виборов титул чемпіона Шотландії та чотири рази Кубок шотландської ліги.
1990 року за 125 тис. доларів перейшов у «Гартс», втім і тут став лише дублером Генрі Сміта і здавався в оренду в клуб Четвертого англійського дивізіону «Бернлі». Лише перейшовши 1995 року у «Партік Тісл», став основним гравцем, провівши у команді два роки, а наступний сезон 1996/97 зіграв в «Абердін», який став останнім для Нікі у вищому дивізіоні країни. 
Завершував професійну ігрову кар'єру у нижчолігових шотландських клубах «Росс Каунті» та «Інвернесс Каледоніан Тісл», за які виступав до 2002 року.

## Виступи за збірну
24 березня 1993 року дебютував в офіційних матчах у складі національної збірної Шотландії в товариській грі проти Німеччини (0:1). У травні 1996 року він зіграв свій другий і останній матч у збірній проти США (1:2), після чого поїхав на чемпіонат Європи 1996 року в Англії, де був дублером Джима Лейтона і за «тартанових» більше не грав.

## Титули і досягнення
- Чемпіон Шотландії (2):

«Рейнджерс»: 1986–87, 1988–89
- Володар Кубка шотландської ліги (4):

«Рейнджерс»: 1983–84, 1984–85, 1986–87, 1988–89

## Особисте життя
Родина Вокера мала сімейний бізнес у вигляді компанії Walkers Shortbread, директором якої Нікі став після завершення ігрової кар'єри.